# Рейхан
Рейхан Ангелова е българска попфолк певица от турски произход.

## Биография и творчество
Рейхан е родена на 23 юли 1986 г. в град Ямбол.
На 23 юли 2005 година Рейхан претърпява тежка автомобилна катастрофа край Севлиево, при която загиват двамата от тримата ѝ спътници. Самата тя е с тежки травми и в състояние на кома е лекувана в болниците в Севлиево, Габрово и „Пирогов“ в София, където е относително стабилизирана и излиза от комата. Прехвърлена е в Университетска болница „Лозенец“, но там състоянието ѝ неочаквано се влошава и тя умира на 25 август.

## Дискография

### Студийни албуми

#### Албуми с орк. Кристал
- Биз икимиз есмерис (2001)
- Рейхан и орк. Кристал (2002)
- Биз шекерис (2003)

#### Самостоятелни албуми
- Инан севгилим (2003)

### Компилации
- В памет на Рейхан (2005)